# 이용석 (1890년)
이용석(李容碩, 1890년 12월 ~ ?)은 일제강점기의 실업인이며, 함경북도 지역 유지이다.

## 생애
함경북도 회령군에서 곡물상의 아들로 태어났다. 한성부로 유학하여 한성사범학교를 졸업한 뒤, 잠시 고향에서 회령공립보통학교 부훈도로 근무하였다.
1913년에 교사직을 그만두고 실업계에 투신하였다. 1914년에 회령무역조합 이사를 맡았고, 오사카시에서 곡물상을 운영하는 등 국제적인 사업을 벌였다. 1924년에는 간도의 룽징에서 용정무역조합장을 맡기도 했다. 1929년에 회령곡물상조합장에 올랐고, 1931년에는 회령상업회의소의 상임평의원에 선출되었다.
주로 회령과 간도를 오가며 무역업과 물류업 분야에서 사업을 하였고, 회령 지역에서는 각종 공직을 맡아 이 지역 유력자로도 활동했다. 회령국방의회 부회장, 함경북도 도회의원, 제국비행협회 이사 등을 지냈다. 종교는 기독교였다.
일제 강점기 말기에 조선총독부가 사상범 감시를 위하여 전국에 보호관찰소를 설치하고 보호사 제도를 두었다. 이때 이용석은 함경북도 청진부의 청진보호관찰소 촉탁보호사로 임명되었다.
2008년에 민족문제연구소가 발표한 친일인명사전 수록예정자 명단 중 지역유력자 부문에 선정되었다.
그러나 이면으로 독립운동가의 후원과 금전적 지원을 한 공적이 인정되어 친일인명사전에 수록되지않았다.

## 참고자료
- 이용석(李容碩) - 국사편찬위원회